# أدونياس فيليو
أدونياس فيليو (Adonias Filho) كاتب وروائي برازيلي من باهيا ولد بتاريخ 27 نوفمبر 1915 وتوفي بتاريخ 2 أغسطس 1990. كان عضوا في الأكاديمية البرازيلية للأدب.